# 母性 (湊かなえの小説)
『母性』（ぼせい）は、湊かなえによる日本のミステリ小説。2012年10月31日に新潮社から刊行されたのち、2015年7月1日に文庫化された。第26回山本周五郎賞候補作品。

## あらすじ
ある日、首にロープが巻き付いた女子高生が自宅の中庭で倒れているところを母親が発見する。他殺か自殺か、真相は不明。その事件に端を発し、娘を愛することのできない母親の手記と、母に愛されたい娘の回想が展開されていく。母と娘、それぞれの視点が交錯し、やがて衝撃的な真相が浮かび上がる。

## 登場人物
母（ルミ子）
誰よりも自分の母を愛しており、母に喜んでもらい、褒めてもらえることを幸せに思っている。
娘（清佳）
母の愛情が自分に向いていないことを感じており、母からの愛を求め、愛されたいと願っている。
ルミ子の実母
娘のルミ子や孫の清佳に対して、無償の愛を注いでいる。
田所哲史
ルミ子の夫で清佳の父親。ルミ子とは市民文化センターの絵画教室で知り合った。
佐々木仁美
ルミ子と同じ絵画教室の受講生で、田所の同級生。田所と結婚する意思のあるルミ子に忠告する。
ルミ子の義母
田所の母親。ルミ子に対してつらく当たる一方で、自分の子どもたちには過保護に接する。
律子
田所の下の妹。大阪の大学を卒業後、実家に戻ってくる。
憲子
田所の上の妹。隣町の名家に嫁いだが、気性の荒い息子・英紀に手を焼き、頻繁に実家を訪れる。
中谷亨
清佳の高校の同級生。清佳と付き合っている。
黒岩克利
律子の恋人。律子に金を借りようとしている。
中峰敏子
田所家のご近所さん。自宅で手芸教室を開いている。
彰子
敏子の姉。姓名判断ができる。
高校の教師
女子高生の転落事件に関する新聞記事を目にして引っかかりを覚える。

## 書誌情報
- 湊かなえ『母性』
  - 単行本：2012年10月31日発売、新潮社、ISBN 978-4-10-332911-4
  - 文庫本：2015年07月01日発売、新潮文庫、ISBN 978-4-10-126771-5

## 映画
2022年11月23日に公開。監督は廣木隆一、主演は戸田恵梨香、共演に永野芽郁。撮影は神戸市、桐生市で行われた。
10月5日、カナダで開催された第41回バンクーバー国際映画祭で正式招待作品としてワールドプレミア上映され、監督の廣木と原作者の湊が舞台挨拶とQ&Aセッションに登壇した。

### キャスト
- 田所ルミ子：戸田恵梨香
- 田所清佳：永野芽郁
- 田所哲史：三浦誠己[5]
- 佐々木仁美：中村ゆり[5]
- 田所律子：山下リオ[5]
- 田所清佳（幼少期）：落井実結子
- 黒岩克利：深水元基
- ルミ子の義父：加藤満
- 淵上泰史
- さとうほなみ
- 神父：吹越満
- 中谷亨：高橋侃[10]
- ルミ子の義母：高畑淳子[5]
- 露木華恵：大地真央[5]

### スタッフ
- 原作：湊かなえ『母性』（新潮文庫刊）
- 監督：廣木隆一
- 脚本：堀泉杏
- 音楽：コトリンゴ
- 主題歌：JUJU「花」（ソニー・ミュージックレーベルズ）[11][12]
- 製作：高橋雅美、池田宏之、勝股英夫、名倉健司、田中祐介
- エグゼクティブプロデューサー：関口大輔
- プロデュース：谷口達彦
- プロデューサー：古賀俊輔、湊谷恭史
- 撮影：鍋島淳裕（J.S.C.）
- ラインプロデューサー：金森保
- キャスティングプロデューサー：楠本直樹
- 音楽プロデューサー：安井輝
- ポスプロスーパーバイザー：佐藤正晃
- 撮影（Bカメラ）：堀部道将
- 照明：北岡孝文
- 録音：深田晃
- 美術：丸尾知行
- 装飾：藤田徹
- スタイリスト：高橋さやか
- ヘアメイク：永江三千子
- 大地真央専属メイク：持丸あかね
- スクリプター：菅谷雪乃
- 編集：野木稔
- 音響効果：佐藤祥子
- 助監督：藤江儀全
- 制作担当：小沼秀剛
- 企画協力：新潮社
- 制作プロダクション：THEFOOL
- 製作幹事・配給：ワーナー・ブラザース映画
- 製作：映画「母性」製作委員会（ワーナー・ブラザース映画、エイベックス・ピクチャーズ、博報堂、GYAO、ムービーウォーカー）

### 受賞歴
- 第46回日本アカデミー賞[13]
  - 優秀助演女優賞 - 永野芽郁